# Vanessa Scalera
 (septembre 2019).
Si vous disposez d'ouvrages ou d'articles de référence ou si vous connaissez des sites web de qualité traitant du thème abordé ici, merci de compléter l'article en donnant les références utiles à sa vérifiabilité et en les liant à la section « Notes et références ».
Vanessa Scalera, née à Mesagne le 5 avril 1977, est une actrice italienne.

## Biographie
Vanessa Scalera qui est active aussi bien au théâtre qu'au cinéma travaille avec des réalisateurs comme Marco Bellocchio, Nanni Moretti, Marco Tullio Giordana.

## Filmographie partielle
Cinéma
- 2001 : Mari del sud, réalisation de Marcello Cesena (it)
- 2006 : Il Nostro Messia, réalisation de Claudio Serughetti
- 2009 :Vincere, réalisation de Marco Bellocchio
- 2012 : Bella addormentata, réalisation de Marco Bellocchio[1].
- 2014 : Mia madre, réalisation de Nanni Moretti
- 2021 : Diabolik de Marco et Antonio Manetti
- 2022 : Corro da te de Riccardo Milani

Télévision
- 2011 Squadra antimafia - Palermo oggi (it) - série TV, épisodes : Rifiuti tossici ; Minacce, A processo.
- 2015 : Léa, réalisation de Marco Tullio Giordana[2],[3].
- 2019 : Imma Tataranni: Substitut du Procureur - Le substitut du procureur Immacolata (Imma) Tataranni